# زنقة الطليان
زنقة الطليان، رواية عربية للروائي الجزائري بومدين بلكبير. صدرت لأوّل مرة عن منشورات الاختلاف في عام 2021، ودخلت في القائمة الطويلة للجائزة العالمية للرواية العربية لعام 2022، المعروفة باسم «جائزة بوكر العربية».